# Nomada nigrociliata
Nomada nigrociliata är en biart som beskrevs av Swenk 1913. Nomada nigrociliata ingår i släktet gökbin, och familjen långtungebin. Inga underarter finns listade i Catalogue of Life.